# Daltjärnen (Piteå socken, Norrbotten, 727316-169744)
Daltjärnen är en sjö i Piteå kommun i Norrbotten och ingår i Byskeälvens huvudavrinningsområde. Sjön har en area på 0,0628 kvadratkilometer och ligger 387,2 meter över havet. Daltjärnen ligger i Byskeälven Natura 2000-område.

## Delavrinningsområde
Daltjärnen ingår i det delavrinningsområde (727182-169744) som SMHI kallar för Ovan 726876-170099. Medelhöjden är 383 meter över havet och ytan är 28,25 kvadratkilometer. Det finns inga avrinningsområden uppströms utan avrinningsområdet är högsta punkten. Långträskån som avvattnar avrinningsområdet har biflödesordning 2, vilket innebär att vattnet flödar genom totalt 2 vattendrag innan det når havet efter 110 kilometer. Avrinningsområdet består mestadels av skog (91 procent). Avrinningsområdet har 0,4 kvadratkilometer vattenytor vilket ger det en sjöprocent på 1,4 procent.